# My Baby Just Cares for Me
"My Baby Just Cares for Me" is een nummer geschreven door Walter Donaldson en Gus Kahn voor de filmversie van de musical Whoopee! uit 1930. In 1957 werd het opgenomen door Nina Simone, die er in 1987 een grote hit mee scoorde.

## Achtergrond
"My Baby Just Cares for Me" werd het meest herkenbare nummer van acteur Eddie Cantor, die het in de film Whoopee! zong. Het nummer is sindsdien vele malen gecoverd. De bekendste versie is afkomstig van Nina Simone, die het in de herfst van 1957 opnam voor haar debuutalbum Little Girl Blue uit 1958. De single werd meerdere malen opnieuw uitgebracht, maar behaalde in 1985 pas voor het eerst een hitlijst; in het Verenigd Koninkrijk was het echter na vier weken alweer uit de top 100 verdwenen. In 1987 werd het nummer gebruikt in een commercial voor Chanel Nº5 en werd het ter promotie opnieuw uitgebracht als single. Ditmaal werd het wel een grote hit in een aantal Europese landen en werd het met een vijfde plaats in het Verenigd Koninkrijk haar grootste hit sinds 1968. Ook in het Nederlands taalgebied werd het een groot succes; het werd een nummer 1-hit in de Nederlandse Top 40, terwijl het in de Nationale Hitparade Top 100 tot de tweede plaats kwam, en in de Vlaamse Radio 2 Top 30 werd het eveneens een nummer 1-hit.
De videoclip van de versie van Nina Simone van "My Baby Just Cares for Me" bestond uit klei-animatie, gemaakt door Aardman Animations en geregisseerd door Peter Lord. De centrale karakters in deze video zijn een vrouwelijke kat die het nummer zingt en een mannelijke kat die verliefd op haar is. Tussendoor werden ook beelden gebruikt van echte instrumenten die het nummer spelen. Naast deze animatie komt het nummer ook voor in de films Peter's Friends (1992) en Shallow Grave (1994).
Andere covers van "My Baby Just Cares for Me" zijn gemaakt door onder anderen Tony Bennett, Pat Boone, Michael Bublé, Alex Chilton, Nat King Cole, Natalie Cole, Bing Crosby, Marlene Dietrich, Tommy Dorsey, The Hi-Lo's, Al Hirt met Ann-Margret, Harry James, Isham Jones, Gene Kelly, Cyndi Lauper, Julie London, Frankie Lymon & the Teenagers, Dean Martin, George Michael, Andrea Motis, Edward Norton, Renee Olstead, Jane Powell, Frank Sinatra, Mel Tormé, Usher, Ted Weems met vocalen van Art Jarrett, Florence Welch met Jools Holland en Aga Zaryan. Jan Rot kwam met een Nederlandse vertaling ("Mijn poppie ziet niets dan mij").

## Hitnoteringen
Alle noteringen zijn behaald door de versie van Nina Simone.

### Nederlandse Top 40
| Hitnotering: 05-12-1987 t/m 06-02-1988 | Hitnotering: 05-12-1987 t/m 06-02-1988 | Hitnotering: 05-12-1987 t/m 06-02-1988 | Hitnotering: 05-12-1987 t/m 06-02-1988 | Hitnotering: 05-12-1987 t/m 06-02-1988 | Hitnotering: 05-12-1987 t/m 06-02-1988 | Hitnotering: 05-12-1987 t/m 06-02-1988 | Hitnotering: 05-12-1987 t/m 06-02-1988 | Hitnotering: 05-12-1987 t/m 06-02-1988 | Hitnotering: 05-12-1987 t/m 06-02-1988 | Hitnotering: 05-12-1987 t/m 06-02-1988 |
| Week                                   | 1                                      | 2                                      | 3                                      | 4                                      | 5                                      | 6                                      | 7                                      | 8                                      | 9                                      |                                        |
| -------------------------------------- | -------------------------------------- | -------------------------------------- | -------------------------------------- | -------------------------------------- | -------------------------------------- | -------------------------------------- | -------------------------------------- | -------------------------------------- | -------------------------------------- | -------------------------------------- |
| Positie                                | 17                                     | 5                                      | 2                                      | 1                                      | 2                                      | 3                                      | 8                                      | 14                                     | 33                                     | uit                                    |

### Mega Top 100
| Hitnotering: 28-11-1987 t/m 20-02-1988 | Hitnotering: 28-11-1987 t/m 20-02-1988 | Hitnotering: 28-11-1987 t/m 20-02-1988 | Hitnotering: 28-11-1987 t/m 20-02-1988 | Hitnotering: 28-11-1987 t/m 20-02-1988 | Hitnotering: 28-11-1987 t/m 20-02-1988 | Hitnotering: 28-11-1987 t/m 20-02-1988 | Hitnotering: 28-11-1987 t/m 20-02-1988 | Hitnotering: 28-11-1987 t/m 20-02-1988 | Hitnotering: 28-11-1987 t/m 20-02-1988 | Hitnotering: 28-11-1987 t/m 20-02-1988 | Hitnotering: 28-11-1987 t/m 20-02-1988 | Hitnotering: 28-11-1987 t/m 20-02-1988 | Hitnotering: 28-11-1987 t/m 20-02-1988 |
| Week                                   | 1                                      | 2                                      | 3                                      | 4                                      | 5                                      | 6                                      | 7                                      | 8                                      | 9                                      | 10                                     | 11                                     | 12                                     |                                        |
| -------------------------------------- | -------------------------------------- | -------------------------------------- | -------------------------------------- | -------------------------------------- | -------------------------------------- | -------------------------------------- | -------------------------------------- | -------------------------------------- | -------------------------------------- | -------------------------------------- | -------------------------------------- | -------------------------------------- | -------------------------------------- |
| Positie                                | 74                                     | 19                                     | 5                                      | 2                                      | 2                                      | 2                                      | 4                                      | 6                                      | 16                                     | 51                                     | 69                                     | 81                                     | uit                                    |

### NPO Radio 2 Top 2000
| Nummer met noteringen in de NPO Radio 2 Top 2000 | '99 | '00  | '01  | '02  | '03  | '04  | '05  | '06 | '07  | '08  | '09  | '10  | '11  | '12  | '13  | '14  | '15  | '16  | '17  | '18  | '19  | '20  | '21  | '22  | '23  | '24  |
| ------------------------------------------------ | --- | ---- | ---- | ---- | ---- | ---- | ---- | --- | ---- | ---- | ---- | ---- | ---- | ---- | ---- | ---- | ---- | ---- | ---- | ---- | ---- | ---- | ---- | ---- | ---- | ---- |
| My Baby Just Cares for Me                        | 908 | 1143 | 1440 | 1617 | 1282 | 1001 | 1072 | 838 | 1037 | 1000 | 1091 | 1027 | 1161 | 1054 | 1067 | 1313 | 1309 | 1347 | 1405 | 1135 | 1415 | 1378 | 1568 | 1638 | 1789 | 1864 |

1. ↑  Een vetgedrukt getal geeft de hoogste notering aan.